# 編田琢也
編田 琢也（あみだ たくや、1990年8月29日 - ）は日本の実業家。

## 人物・来歴
学生時代、ファッションモデルとして『Men's egg』、『Men's egg Youth』で活動していた。その時からオンラインストアに興味を持ち大学卒業後にECサイトの創立に参加。その後2020年に独立して合同会社インクの代表となる。

## 出演

### 雑誌
- Men's egg（（大洋図書） 専属
- Men's egg Youth（大洋図書） 専属

### ファッションショー
- 渋谷ガールズコレクション '09[2][出典無効]